# トゲウナギ科
トゲウナギ科（英：Spiny eel）は、タウナギ目に属する魚類の科の一つ。ウナギに似た体型の熱帯魚であり、英名からスパイニーイールとも呼ばれる。

## 概要
トゲウナギという和名は、英名のSpiny eel（トゲの多いウナギ）の直訳で、戦前台湾で発見された際につけられたものだが、イール(eel)やウナギという名前は外見上の類似から付けられているだけで、ウナギ目との類縁関係は遠い。
体は細長く、各ひれはウナギのように融合せず分離している。また、背びれの前方に名前の由来となった短いトゲ（背びれの棘条）が一列に並んでいる。頭部は尖った三角形のような形状で、口の先端には鼻孔がヒゲのように発達した器官があり、これを動かして餌を探す行動が見られる。15 cm程度の小型の種類から1 mに達する大型種までおり、色彩や模様も多様。いずれも観賞魚として流通しており、砂に潜る性質や人間によく馴れることからアクアリストに人気がある。なお日本語での表記は一定しておらず、スピニーイール、スパイニールなどと表記される場合もある。

## 分類
次の3属からなる。
- Mastacembelus - 64種
- Macrognathus - 22種
- Sinobdella - 1種

Sinobdella 属は中国、Macrognathus 属は熱帯アジアに分布する。Mastacembelus 属の内、アジア産（狭義の Mastacembelus 属）は10種ほどで、残り50種ほどはアフリカに分布する。かつてはアフリカ産の種を Aethiomastacembelus と Caecomastacembelus 属に分割していたが、骨格の詳細な検討から Mastacembelus 属に統合された。。分子系統解析からは、Aethiomastacembelus と Caecomastacembelus 属の系統は複雑に入り交じっていることが示されている。また、広義の Mastacembelus 属は側系統群となっている。

### 種
トゲウナギ（シノブデラ・スパイニール）
学名：Sinobdella sinensis
体長最大 38 cm。華北～ベトナムに広く生息する。かつては台湾にも分布していた。体は緑褐色で、黄土色の細いラインが多数入る。単にトゲウナギというと本種を指す。
ファイヤー・スパイニーイール
学名：Mastacembelus erythrotaenia
体長 70 cm以上。タイに生息する大型になるスパイニーイールで、黒い体に赤い鮮やかなラインが入る、スパイニーイールとしては目立つ色彩をした種類で目にする機会は比較的多い。レッドスパイニーイールとも。
タイヤトラック・スパイニーイール
学名：Mastacembelus armatus
体長 70 cm以上。こちらも生息地はタイで、同じく大型になる種類。体にニシキヘビを思わせる黒褐色の網目模様が入り、タイヤトラックの名はこの模様をタイヤの跡に見立てている。
グリーン・スパイニーイール
学名：Macrognathus pancalus
体長 15 cm。インドに生息する小型のスパイニーイール。薄い緑色の体色に乳白色や褐色の細かい斑点が入る。
ピーコック・スパイニーイール
学名：Macrognathus aculeatus
体長 25 cm。インドに生息する。明るい褐色の地肌に黄白色のラインが二本入り、背びれには目のような斑点が並ぶ。
メクラトゲウナギ（ブラインド・スパイニーイール）
学名：Mastacembelus brichardi
体長 12 cm。アフリカのコンゴ地方に分布する、河川の岩盤の割れ目内部に生息するスパイニーイール。洞穴のような光の無い環境に適応した洞穴生物で、体の色素は抜け、目が退化している。洞窟に生息する魚類ではブラインドケーブ・カラシンを始め、多くの種類がこのような適応をしていることが知られている。
マスタセンベルス・フレナトゥス
学名：Mastacembelus frenatus
体長 40 cm。アフリカのタンガニーカ湖に生息する。褐色のまだら模様が特徴。